# Gülbadam Babamuratova
Gülbadam Babamuratova, född 24 augusti 1991, är en turkmenisk judoutövare.
Babamuratova tävlade för Turkmenistan vid olympiska sommarspelen 2016 i Rio de Janeiro. Hon blev utslagen i den första omgången i halv lättvikt mot Laura Gómez.
Vid olympiska sommarspelen 2020 i Tokyo blev Babamuratova utslagen i den första omgången i halv lättvikt mot Gili Cohen.